# Liściowiec leśny
Liściowiec leśny (Philydor novaesi) – gatunek małego ptaka z rodziny garncarzowatych (Furnariidae). Występował endemicznie w północno-wschodniej Brazylii. W 2019 roku uznany za wymarły.

## Zasięg występowania
Odkryty w 1979 roku w gminie w Murici w stanie Alagoas w Brazylii, później także w sąsiednim stanie Pernambuco. Całkowity zasięg występowania szacowano na 36 km². Zamieszkiwał lasy na wysokości 400–550 m n.p.m.

## Morfologia
Długość ciała wynosiła 18 cm, masa ciała 30–38 g. W upierzeniu przeważała barwa rudobrązowa. Czoło i obszar między dziobem a okiem ciemnoochrowe. Wierzch głowy czarnobrązowy. Pasek za okiem kasztanowy. Ogon i kuper bardziej rude. Spód ciała jaśniejszy, z oliwkowym odcieniem po bokach.

## Zachowanie
Był obserwowany zarówno samemu, parami jak i w wielogatunkowych stadach. Pożywienie stanowiły larwy, żuki, koniki polne i mrówki zbierane z martwego drewna, kory, liści i szczelin skalnych. Mało wiadomo na temat rozrodu. Młodociany osobnik został złapany w styczniu, a w lutym obserwowano pierzące się osobniki.

## Status, zagrożenia i ochrona
IUCN od 1994 roku klasyfikowała liściowca leśnego jako gatunek krytycznie zagrożony (CR – critically endangered). Zagrożeniem dla tego gatunku była wycinka lasów pod pastwiska i uprawy trzciny cukrowej. Powierzchnia lasu w gminie Murici w stanie Alagoas spadła z 70 km² w latach 70. XX w. do około 30 km² w roku 1999. Od 1992 do 1998 roku liściowiec leśny nie był w ogóle widziany. Między rokiem 1998 a 1999 widziano pojedyncze osobniki. W 2000 roku zaobserwowano 4 ptaki. Całkowitą liczebność szacowano na 75–374 osobników. Ostatnie potwierdzone stwierdzenie miało miejsce w 2011 roku. Badanie z 2018 roku sugerowało, że gatunek prawdopodobnie wymarł. W 2019 IUCN uznała gatunek za wymarły (EX – extinct).